# متلازمة هانهارت
تعرف متلازمة هانهارت بمتلازمة انعدام اللسان والأصابع أو تشوه الأطراف وصغر اللسان، أو متلازمة جوسيو. تتظاهر هذه المتلازمة بوجود اضطرابات خلقية تشمل لسانًا غير مكتمل النمو، وتشوهات الأطراف والأصابع. توجد خمسة أنواع من متلازمة هانهارت، تختلف عن بعضها بشدة الحالة وطبيعتها. تُصنف متلازمة هانهارت من الأمراض النادرة، شخصت 30 حالة فقط بين عامي 1932 و1991. اقترحت الفرضيات الأولى العامل الوراثي كسبب لحدوث المتلازمة، أثبتت فرضية تالية وجود آفات نزفية لدى الأجنة المصابة، واقترحته سببًا لحدوث هذه المتلازمة. لم تعرف حتى الآن الآلية السببية لحدوث هذا الاضطراب الوعائي.

## الاكتشاف وأصل الكلمة
وصفت متلازمة هانهارت لأول مرة من قبل الطبيب هانهارت في عام 1932. استخدمت التسمية» متلازمة هانهارت «لأول مرة في عام 1950، وذلك عندما وصف الطبيب هانهارت ثلاثة مرضى ولدوا بعيوب في أطرافهم مع ألسنة مفقودة. صنفت المتلازمة على نطاق أوسع على أنها «متلازمة نقص تكوّن الفك السفلي والأطراف»، وتضمنت مجموعة من الاضطرابات الخلقية تشترك جميعها بغياب اللسان. اقتراح اسم «متلازمة انعدام اللسان والأصابع» في عام 1971، واستخدم بشكل مرادف وأكثر دقة من الأسماء السابقة. تترافق المتلازمة بظهور مجموعة واسعة من الأعراض، وهذا ما يفسر وجود العديد من الأسماء المختلفة.

## أسباب المتلازمة ونسبة انتشارها
لم تعرف أسباب متلازمة هانهارت وحالات انعدام اللسان والأطراف الأخرى، اقترحت مجموعة من العوامل الوراثية والبيئية. تتبع متلازمة هانهارت نمط وراثي سائد، يبلغ معدل انتشارها السكاني أقل من 1/1000000، وصنفت على هذا الأساس من الأمراض النادرة. شخصت 30 حالة مصابة بمتلازمة هانهارت بين عامي 1932 و1991، يبلغ معدل البقاء على قيد الحياة لدى المصابين بهذه المتلازمة حوالي 30%.
لوحظ انتشار متلازمة هانهارت بين المرضى الأقارب، ما أدى إلى اعتقاد النظرية الوراثية التي تنص على أن سبب المتلازمة يعود إلى طفرة في جين وراثي متنحي. لم تحدد أي جينات معنية حتى الآن. اقترحت فرضية تالية في عام 1973، والتي تثبت وجود الآفات النزفية أثناء تطور الجنين ما قبل الولادة وعلاقتها بحدوث متلازمة هانهارت. تفسر النظرية التشوهات الخلقية بالطريقة التالية: تؤدي الآفات الوعائية إلى انخفاض تدفق الدم إلى الأطراف واللسان ونادرًا إلى أجزاء من الدماغ، ما يسبب خللًا في نمو وتطور الأجزاء المصابة من الجسم. أظهر فحص الزغابات المشيمية ارتباطًا بين اضطراب الأوعية الدموية والتشخيص اللاحق لمتلازمة هانهارت في تطور الأجنة. أظهرت الدراسات التي أجريت على الحيوانات أن اضطرابات الأوعية الدموية في الأسبوع الجنيني الرابع قد تؤدي إلى الإصابة بمتلازمة هانهارت، لكن لم تعرف آلية وأسباب حدوث هذا الاضطراب. اقترحت العديد من الأسباب المحتملة كالتداخل بين الطبقات الجنينية للأديم الظاهر والأديم المتوسط، واستخدام ميكلوزين هيدروكلوريد أثناء الحمل. لوحظ وجود أسباب متشابهة لمتلازمة بولندا ومتلازمة هانهارت، وقد تمثل طيفًا لمرض أكبر.

## التشخيص والعلاج
تٌشخص متلازمة هانهارت من خلال فحص الزغابات المشيمية خلال المراحل المبكرة من الحمل (الأسابيع العشرة الأولى من انقطاع الطمث). يكشف الفحص عن اضطراب الأوعية الدموية أثناء نمو الجنين. لم تعد هذه الطريقة معتمدة بعد ملاحظة وجود ارتباط بين فحص الزغابات المشيمية وحدوث خلل تكون الأطراف والفك السفلي، ما أدى إلى انخفاض حالات التشخيص قبل الولادة. يجب أن يستبعد التشخيص التفريقي لمتلازمة هانهارت متلازمة ناغر أو خلل تعظم الوجه والأطراف، ومتلازمة جونسون هول كروس، ومتلازمة غولدنهار. تختلف هذه المتلازمات عن بعضها بنوع وشدة تشوهات الوجه والأطراف.
يعتمد علاج متلازمة هانهارت على الأعراض الواضحة لدى كل مريض. قد يشمل العلاج جراحة العظام و / أو الجراحة التجميلية لعلاج تشوهات الأطراف. يجب مراعاة تأمين مجرى الهواء أثناء العمليات تحت التخدير بسبب كثرة التشوهات القحفية الوجهية.